# Bat (Veliki Kozjak)
Bat (1206 m n. m.) je nejvyšší hora vápencového pohoří Veliki Kozjak v severní části chorvatské Dalmácie. Nachází se nad vesnicí Kijevo na území Šibenicko-kninské župy asi 13 km jihovýchodně od města Knin a 8 km severozápadně od města Vrlika. Na severní a východní straně jsou pod vrcholem skalní stěny vysoké až 150 m. Několik desítek metrů severně od vrcholu stojí velký kovový kříž.

## Přístup
- Kijevo → Bat (2:30 h)